# Emerson College (England)
Das Emerson College ist eine anthroposophische Bildungseinrichtung nahe Forest Row in der südenglischen Grafschaft East Sussex.

## College
Das Emerson College wurde 1962 von Francis Edmunds gegründet. Es liegt am Rande von Forrest Row, einer kleinen Gemeinde in East Sussex/England. Im Laufe der Jahre hatte es sich zu einer internationalen Erwachsenenbildungseinrichtung entwickelt, in der Studenten aus über vierzig Nationen an Lang- und Kurzzeitkursen teilnehmen. Die Intention des Gründers war es, basierend auf der Anthroposophie Rudolf Steiners einen Platz zu schaffen, an dem die Entwicklung der individuellen Fähigkeiten der Studenten zum Wohle für sich und für die Menschen gefördert werden. Das geschieht durch Vorträge, individuelle Projekte, praktische Arbeit und verschiedene künstlerische Aktivitäten innerhalb der einzelnen Disziplinen. 
„Emerson College“ ging seit seinem Bestehen durch viele personelle und wirtschaftliche Krisen. Zuletzt stand es 2010 vor dem finanziellen Kollaps. Der konnte durch eine General-Entschuldung verhindert werden. Es folgte eine völlige Umstrukturierung, mit der die einzelnen Departments in Organisation und Finanzen unabhängig voneinander arbeiten, aber unter dem Dach eines Emserson Trust kooperieren.

## Fächer/Kurse
- Sculpture: Dreijährige Bildhauerausbildung
- Visual Arts: Einjähriges Grundstudium zur Einführung in Plastizieren, Bildhauerei, Malerei.
- Foundation Year: Einjähriger Grundkurs zur Entwicklung der eigenen Fähigkeiten durch Kunst, Philosophie, und praktische Arbeit
- Biodynamic Agriculture: sechsmonatiger Kurs zur Einführung in die Biologisch-dynamische Landwirtschaft
- Darüber hinaus gibt es Kurse und Workshops in Storytelling, Eurythmie, Clowning, Creative Writing, Puppet Project, Education, Woodwork, Medicine & Therapy, Biographical Counselling Training.

## Campus
Die Wohnmöglichkeiten für Studenten befinden sich in „student houses“ am Campus oder bei Vermietern im Ort. In der College-Küche werden vorwiegend Produkte aus biologischem Anbau verwendet. Vollzeitstudenten sind in die Community eingebunden. Durch ihre verschiedene Herkunft und ihre unterschiedlichen Sprachen ergibt sich ein buntes, multikulturelles Leben. Das wöchentlich stattfindende College Meeting gibt den Studenten die Möglichkeit aus ihrer Arbeit zu berichten und Angelegenheiten des Collegelebens zu diskutieren. An den Abenden wird die Mitwirkung in Chor, Gesprächsgruppen und gelegentlichen Vorträgen angeboten. Konzerte, Theateraufführungen, Ausstellungen gehören ebenfalls zum Leben am Campus. Emerson College arbeitet eng mit anderen Einrichtungen in der Umgebung zusammen: Michael Hall Steiner School, Peredur Centre for the Arts, Artemis School, London College of Eurythmy.